# Вайтім
Вайтим  (алб. vajtim) або гема (алб. gjëmë, на гегському діалекті gjâmë) — албанський обряд оплакування померлих, а також пов'язаний з ним жанр фольклору.

## У Південній Албанії
У Південній Албанії традиційно в оплакуванні беруть участь тільки жінки, одна з яких співуче вимовляє віршований текст, просячи покійного повстати з мертвих і нагадуючи про все, чим він володів і що йому було дороге, а хор слідом за цим виконує рефрен. У минулому заможні сім'ї наймали професійних плакальниць. 1670 року османський мандрівник Евлія Челебі, відвідуючи Гірокастру, був свідком цього обряду:
| « | Жителі Гірокастри оплакують своїх покійних родичів протягом сорока чи п'ятдесяти, а часом до вісімдесяти років. Щонеділі рідня померлого збирається в побудованому нашвидкуруч будиночку і платить найманим плакальницям, які ридають, зойкають і голосять, здіймаючи жахливий крик і шум. По неділях ніхто не може залишатися в місті через крики й голосіння. Я назвав Гірокастру містом плачу. Дивно, як найманим плакальницям вдається ридати з таким почуттям — більше, ніж за своїми родичами — за кимось, хто помер сто років тому і з ким вони навіть не знайомі. І як вони їх оплакують! Вони відмовляються, тільки якщо виснажені голодом. | » |

Особливий різновид вайтіму — E qara me ligje (з алб.  — «Плач з голосіннями»), різновид албанського ізополіфонічного співу, характерний, насамперед, для Лаберії.

## У Північній Албанії
Gjâma e Burrave (з алб.  — «Чоловіча похоронна пісня»), характерна для Північної Албанії (насамперед для Шкодера) і деяких регіонів Косова, виконується тільки чоловіками і тільки під час оплакування чоловіків. Албанці Чорногорії, не беручи участь в обряді самі, наймають плакальників (gjâmatarë) з Північної Албанії. У цьому обряді беруть участь щонайменше десять осіб. Вони б'ють себе в груди і дряпають обличчя, повторюючи: «O i mjeri unë për ty o biri/nipi/miku jem» (з алб.  — «Ой, я нещасний, ой, мій син/племінник/друг»).
Походження Gjâma e Burrave пов'язують зі смертю Скандербега 1468 року. Ця версія заснована на висловлюванні Маріна Барлеті про те, що Лека Дукаджині вирвав собі волосся й бороду в знак скорботи про народного героя.
Традиція Gjâma e Burrave більш поширена серед албанських католиків, ніж серед мусульман, оскільки згідно з ісламом чоловікам заборонено оплакувати померлих.
За комуністичного режиму цей звичай заборонили, а після 1990 року почалося його відродження.
Традиція оплакування померлих фігурує в албанських піснях передових воїнів.